# Thomas Rostollan
Thomas Rostollan (Marseille, 18 maart 1986) is een Frans wielrenner die anno 2016 rijdt voor Armée de Terre.

## Overwinningen
2008
1e etappe GP Chantal Biya
Eindklassement GP Chantal Biya
2012
5e etappe An Post Rás
2014
Puntenklassement Ronde van Gévaudan Languedoc-Roussillon
2015
Bergklassement Ronde van Loir-et-Cher
GP Cristal Energie
2016
6e etappe Ronde van Bretagne

## Resultaten in voornaamste wedstrijden
|      | \| Jaar \| Parijs-Tours \| \| ---- \| ------------ \| \| 2016 \| 173e \| \| 2017 \| 152e \| |
| Jaar | Parijs-Tours                                                                                |
| 2016 | 173e                                                                                        |
| 2017 | 152e                                                                                        |

## Ploegen
- 2013 –  La Pomme Marseille
- 2014 –  Team La Pomme Marseille 13
- 2016 –  Armée de Terre

Alaphilippe · Armirail · Barbas · Bodiot · Canal · Duval · Ferasse · Guyot · Le Roux · Lebreton · Levasseur · Mainard · Penven · Poulhiès · Raibaud · Rostollan · Sinner · Thomas · Yssaad